# Zhongyuan Airlines

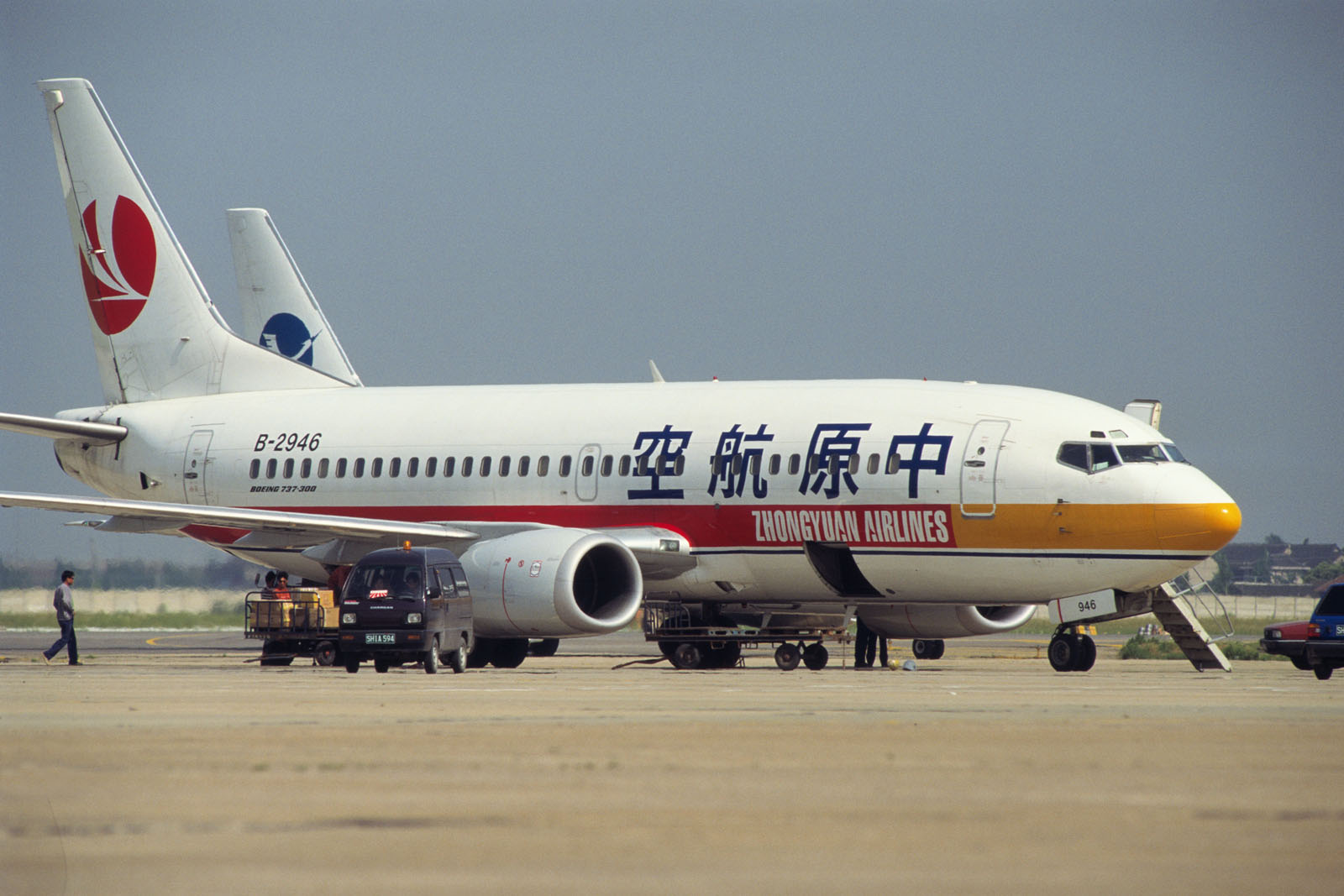
Boeing 737-300 de la compagnie Zhongyuan Airlines

Zhongyuan Airlines（code AITA : Z2）(en chinois 中原航空公司) était  une compagnie aérienne chinoise qui a fusionné avec China Southern en 2000.